# Калеподий Римский
Калеподий (умер в 232 году) — священномученик Римский. День памяти — 10 мая.
Римский священник Калеподий пострадал во времена правления Севера Александра при папе Римском Каллисте I. Имя святого увековечено в названии одних из Римских катакомб. С ним также пострадали
- консул Палматий (Palmatius), его жена, дети и челядь,
- сенатор Симплиций (Simplicius) с шестьюдесятью пятью сродниками и челядью,
- Феликс[уточнить] и жена его Бланда.

В X веке мощи святого были перенесены в храм Санта-Мария-ин-Трастевере, где помещены в верхнем алтаре.